# 汐止收費站
25°04′46″N 121°39′50″E / 25.079356°N 121.663893°E
汐止收費站是台灣中山高速公路（國道一號）已拆除的一座收費站，位於中山高速公路里程9.3公里處，站址為新北市汐止區長江街254號。汐止收費站面積約2500平方公尺，建築包含一樓、二樓與地下室，是中山高速公路自基隆起點後的第一座收費站，於1977年開始收費，1998年改為單向北上收費後共有6個收費車道，2013年因全面實施電子收費而停用拆除，改建為汐止地磅站。

## 歷史
汐止收費站成立於1977年5月1日，並於同年8月1日（中山高速公路臺北基隆段通車一個月後）開始收費。此收費站原本雙向均有收費，引發基隆居民多次抗爭，1996年11月14日，時任立法委員李進勇與基隆市議會議長許財利率眾至收費站抗議，經行政院同意，1998年1月1日起本站改為單向北上收費、南下不收費，為中山高速公路唯一一座單向北上收費的收費站，不過南下車道的票亭直至2008年才完成拆除。收費站改為單向收費後部分通勤民眾仍感不滿，2010年12月，時任立法委員謝國樑與多名基隆市議員呼籲汐止收費站與國道三號的七堵收費站停止收費以減輕基隆居民的負擔，又於隔年1月前往交通部抗議，這兩座收費站的存廢也成為2012年基隆立委選舉的議題之一。
2000年10月象神颱風造成汐止淹水，汐止收費站建築內部也發生嚴重積水。2001年9月納莉颱風再次造成收費站淹水，於9月16日至9月19日暫停收費四天。2010年4月，國道三號山崩事件發生後隔日，汐止收費站於4月26日起暫停收費以紓解臺北基隆間因國道三號封閉而增加的車潮，直到同年6月19日國道三號正常通車後恢復收費。
2006年，汐止收費站開放大車與小車各一電子收費（ETC）的車道，2012年7月加開小車電子收費的第二個車道，2013年12月30日，因全面實施電子收費，汐止收費站於2013年12月30日停用，交通部高速公路局進行拆除工程，同時增設汐止地磅站與改善道路品質，一度因工程進度緩慢造成堵車而引起部分民眾不滿。
2014年，位於汐止收費站舊址旁的星光橋完工通車，有地方人士提議在收費站舊址附近設立休息站，與鄰近景點結合以促進觀光。